# Zájezdní hostinec Na Špici na Pražském Předměstí
Zájezdní hostinec Na Špici na Pražském Předměstí - hostinec v Hradci Králové, který vznikl koncem 18. nebo začátkem 19. století a sloužil až do roku 1912, kdy vyhořel a následně nebyl obnoven.

## Stavební popis
Stará dřevěná budova se šindelovou střechou, s ohromným nádvořím, rozlehlými chlévy a kůlnami. Roku 2011 archeologové našli zbytky základů z pískovce, což je novinka, protože budova byla dosud popisována jako kompletně dřevěná.

## Historie
Vyhlášený zájezdní hostinec stál na dnešním náměstí 28. října někdy od konce 18. či začátku 19. století. Nacházel se na významné hradecké křižovatce, kde se potkávali formani jedoucí do Prahy nebo směrem na Hořice.
Původně se nazýval U Zlaté špice. Jeho součástí byly velké nádvoří a postranní chlévy. Před Špicí pak bývalo volné prostranství, což se až do dnešních dob nezměnilo. Na ploše náměstí se totiž dlouhá desetiletí nic nestavělo. Uprostřed stával pouze válcový pískovcový sloup zvaný pyrám, který označoval směry a vzdálenosti do nejbližších měst.
Hostinec byl výraznou částí kulturního a společenského života obce. V 60. letech 19. století se zde dokonce nějaký čas scházeli královéhradečtí Sokolové. 25. listopadu 1880 uspořádal hostinský František Zákoucký velký koncert, jehož hrubý výnos byl věnován k dobru Matice školské v Litoměřicích. O 3 roky později odsud odešel, protože 1. května 1883 převzal královéhradecký hotel „U Korunního prince“.
1. května 1895 hostinec převzal Václav Ryšavý, nájemce hostince "U Modré hvězdy" v Hradci Králové. O 2 roky později však již otevíral restauraci "Na kovárně" v Holešovicích.
15. července 1912 hospoda vyhořela. Hořela celou noc a celý den, přičemž při požáru muselo pomáhat i vojsko, neboť požár ohrožoval blízké skladiště uhlí a dřeva. Akademický malíř Jaroslav Panuška ji zachytil před požárem, když v levé půlce bylo kupectví Štěpána Plenty a v pravé hostinec. Požár zachytil fotograficky Miroslav Švagerka.
Hostinec byl po čase stržen, obec odkoupila spáleniště a v roce 1928 se z náměstí stalo tržiště. Ještě v tom roce, 28. září, byl položen základní kámen ke kostelu Božského srdce Páně. Jeho replika je dnes k vidění ve skanzenu v Krňovicích.